# 袁禮敦

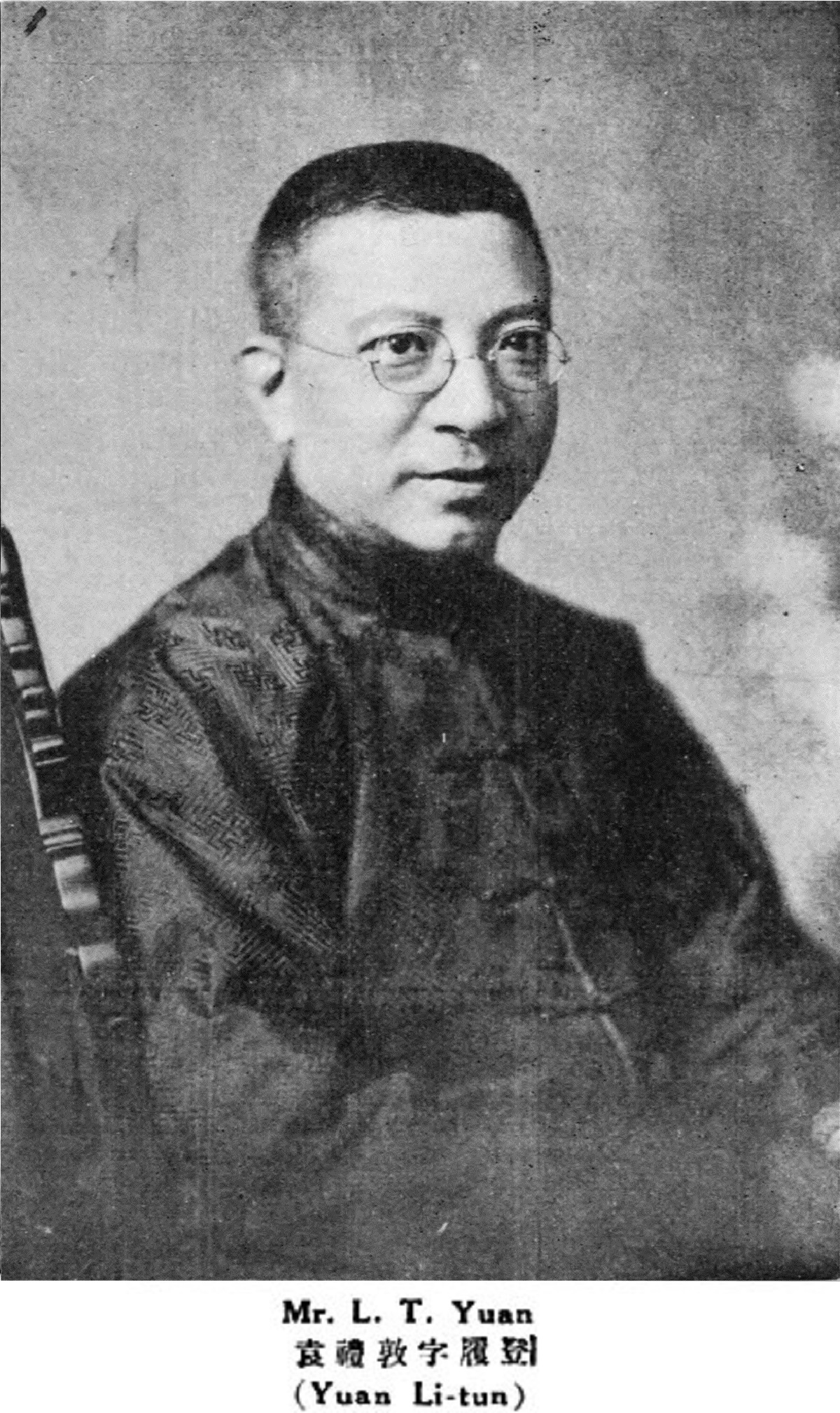

袁履登（1879年—1954年），中国近代资本家，抗战时期“上海三老”之一（另二人是林康侯和闻兰亭）。原名贤安，後改名禮敦，字履登，以字行，浙江省宁波人。

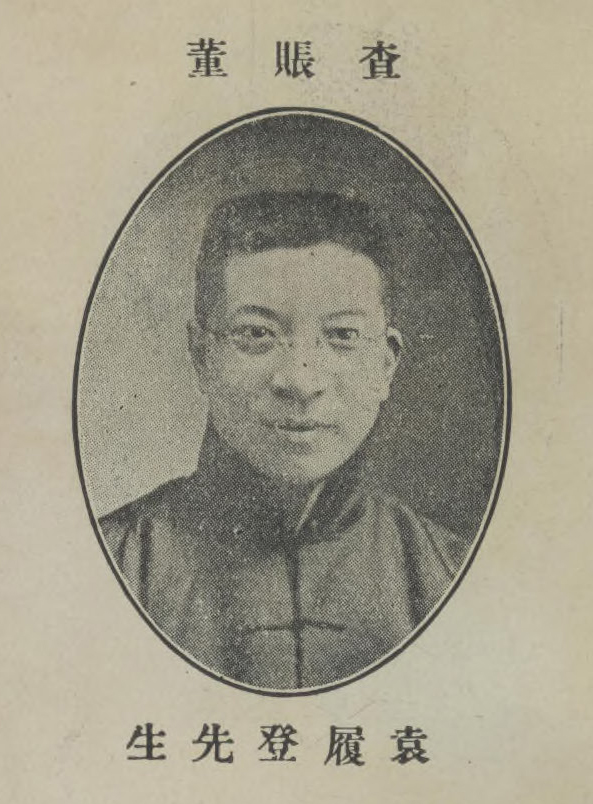
寰球中國學生會年鑒附圖

## 生平
袁履登在年幼时随母亲加入基督教。中学就读宁波斐迪中学。1896年，圣公会保送其进入上海圣约翰大学。1900年毕业。毕业后，回到宁波担任宁波斐迪中学教务长，并兼任宁波地方教会牧师。他曾受邀请担任宁波知府之外交顾问，协助处理地方教案，并负责与传教士、外商交涉，对收回宁波地方行政权力起了一定作用。
辛亥革命胜利后，被推举担任宁波地方军政分府外交次长，兼任交通次长。1913年，受聘出任汉粤川铁路督办公署译员。1913年，赴上海，担任商务印书馆经理室襄理。1915年，曾参与协助鄱东煤矿的经营，并协理顺昌轮船公司和裕昌煤号等企业事务。1917年，他曾两次组团赴日本，考察日本工商业之情况。1917年，创设申商俱乐部，并出任会长。曾担任德商科发药房买办、美商茂昌洋行买办。1920年，袁禮敦出任上海宁绍轮船公司总经理，并兼任上海国民银行董事，恒安轮船公司董事和上海远东体育场董事。同时，袁禮敦并是中华基督教青年会全国协会委员，并任有上海青年会干事、副会长，宁波旅沪同乡会理事等职务。1920年，经选举，袁履登成为上海总商会会董。由于任职过多，业务繁忙，旋即自主辞职。1922年，再次当选上海总商会会董。民国14年（1925年），袁履登出任上海各路商界总联合会会长。1926年，当选出任上海总商会副会长。
五卅运动爆发后，袁履登曾先后担任上海公共租界华人纳税会副理事长，上海公共租界工部局华人董事等公职。1930年，当选上海市商会常务委员。1936年，当选成为上海市商会监察委员。
抗日战争爆发后，袁履登出任上海难民救济协会秘书长，并担任大华银行总经理。1939年，袁履登在百樂門慈善跳舞大會中，獨唱王老五，點唱者捐一千元作為救濟難民事業。1942年，袁履登出任汪精卫政府上海市商会理事长。1943年，出任汪精卫政府米粮统制委员会筹委会主委。在此其间，曾担任汪精卫政府新国民运动促进委员会委员和全国物资统制审议委员会委员。1944年，出任汪精卫政府全国经济统制总会理事。
抗日战争胜利以后，被判为汉奸罪，判刑7年，但因袁履登病重，被允许保外执行。1948年2月，逢大赦，被释放，移居香港。1951年，返回上海。1953年，经上海市人民法院被判刑10年，但“免予执行”。1954年12月在上海病逝。

## 延伸阅读
[在维基数据编辑]
 《海上名人傳·袁履登》，出自《海上名人傳》
 在维基共享资源阅览影像